# David W. Macdonald
David Whyte Macdonald é um zoólogo escocês e conservacionista. É diretor do Wildlife Conservation Research Unit, da Universidade de Oxford, que ele fundou em 1986. Foi o primeiro professor de Oxford em conservação da vida selvagem, e é um ativista na conservação desde que se forma em Oxford.